# Era Sèrra de Naut
Era Sèrra de Naut és una muntanya de 2.026 metres que es troba al municipi de Vielha e Mijaran, a la comarca de la Vall d'Aran.